# Chionaspis acericola
Chionaspis acericola är en insektsart som beskrevs av Jason Hollinger 1923. Chionaspis acericola ingår i släktet Chionaspis och familjen pansarsköldlöss. Inga underarter finns listade i Catalogue of Life.